# Canton du Grand Sud
Le canton du Grand Sud est une division administrative française du département de la Corse-du-Sud créée par le décret du 24 février 2014 et entrant en vigueur lors des élections départementales de 2015.

## Histoire
Un nouveau découpage territorial de la Corse-du-Sud entre en vigueur à l'occasion des premières élections départementales suivant le décret du 17 février 2014. Les conseillers départementaux sont, à compter de ces élections, élus au scrutin majoritaire binominal mixte. Les électeurs de chaque canton élisent au Conseil départemental, nouvelle appellation du Conseil général, deux membres de sexe différent, qui se présentent en binôme de candidats. Les conseillers départementaux sont élus pour 6 ans au scrutin binominal majoritaire à deux tours, l'accès au second tour nécessitant 12,5 % des inscrits au 1er tour. En outre la totalité des conseillers départementaux est renouvelée. Ce nouveau mode de scrutin nécessite un redécoupage des cantons dont le nombre est divisé par deux avec arrondi à l'unité impaire supérieure si ce nombre n'est pas entier impair, assorti de conditions de seuils minimaux. Dans la Corse-du-Sud, le nombre de cantons passe ainsi de 22 à 11.
Le canton du Grand Sud est formé de cinq communes et d'une fraction de la commune de Porto-Vecchio. Il est entièrement inclus dans l'arrondissement de Sartène. Le bureau centralisateur est situé à Porto-Vecchio.

## Représentation
| Période élective | Période élective | Mandat | Mandat | Identité           | Nuance | Nuance | Qualité                             |
| ---------------- | ---------------- | ------ | ------ | ------------------ | ------ | ------ | ----------------------------------- |
| 2015             | 2021             | 2015   | 2017   | Laurence Mallaroni |        | LR     | Première adjointe au Maire de Sotta |
| 2015             | 2021             | 2015   | 2017   | Georges Mela       |        | LR     | Maire de Porto-Vecchio              |

Lors des élections départementales de 2015, le binôme composé de Laurence Mallaroni et Georges Mela (UMP) est élu au 1er tour avec 71,49% des suffrages exprimés, devant le binôme composé de Vincent Gambini et Julie Guiseppi (Divers) (28,51%). Le taux de participation est de 50,19 % (5 678 votants sur 11 312 inscrits) contre 51,56 % au niveau départemental et 50,17 % au niveau national.

## Composition
| Nom                                   | Code Insee | Intercommunalité   | Superficie (km2) | Population (dernière pop. légale)               | Densité (hab./km2) | Modifier                                    |
| ------------------------------------- | ---------- | ------------------ | ---------------- | ----------------------------------------------- | ------------------ | ------------------------------------------- |
| Porto-Vecchio (bureau centralisateur) | 2A247      | CC du Sud Corse    | 168,65           | Fraction : 5 362 (2022) Commune : 11 536 (2022) | 68                 | modifier les données · modifier les données |
| Bonifacio                             | 2A041      | CC du Sud Corse    | 138,36           | 3 269 (2022)                                    | 24                 | modifier les données · modifier les données |
| Carbini                               | 2A061      | CC de l'Alta Rocca | 16,47            | 117 (2022)                                      | 7,1                | modifier les données · modifier les données |
| Figari                                | 2A114      | CC du Sud Corse    | 100,22           | 1 742 (2022)                                    | 17                 | modifier les données · modifier les données |
| Levie                                 | 2A142      | CC de l'Alta Rocca | 85,85            | 674 (2022)                                      | 7,9                | modifier les données · modifier les données |
| Monacia-d'Aullène                     | 2A163      | CC du Sud Corse    | 39,85            | 546 (2022)                                      | 14                 | modifier les données · modifier les données |
| Pianottoli-Caldarello                 | 2A215      | CC du Sud Corse    | 42,78            | 800 (2022)                                      | 19                 | modifier les données · modifier les données |
| Sotta                                 | 2A288      | CC du Sud Corse    | 66,50            | 1 866 (2022)                                    | 28                 | modifier les données · modifier les données |
| Canton du Grand Sud                   | 2A07       |                    |                  | 14 376 (2022)                                   |                    | modifier les données                        |

Le canton du Grand Sud comprend :
1. sept communes entières,
2. la partie de la commune de Porto-Vecchio non incluse dans le canton de Bavella.

## Démographie
En 2022, le canton comptait 14 376 habitants, en évolution de +4,56 % par rapport à 2016 (Corse-du-Sud : +7,61 %, France hors Mayotte : +2,11 %).
| 2013   | 2018   | 2022   |
| ------ | ------ | ------ |
| 12 819 | 13 812 | 14 376 |